# Stängelumfassende Taubnessel
Die Stängelumfassende Taubnessel (Lamium amplexicaule) ist eine Pflanzenart aus der Gattung der Taubnesseln (Lamium) innerhalb der Familie der Lippenblütengewächse (Lamiaceae).

## Beschreibung

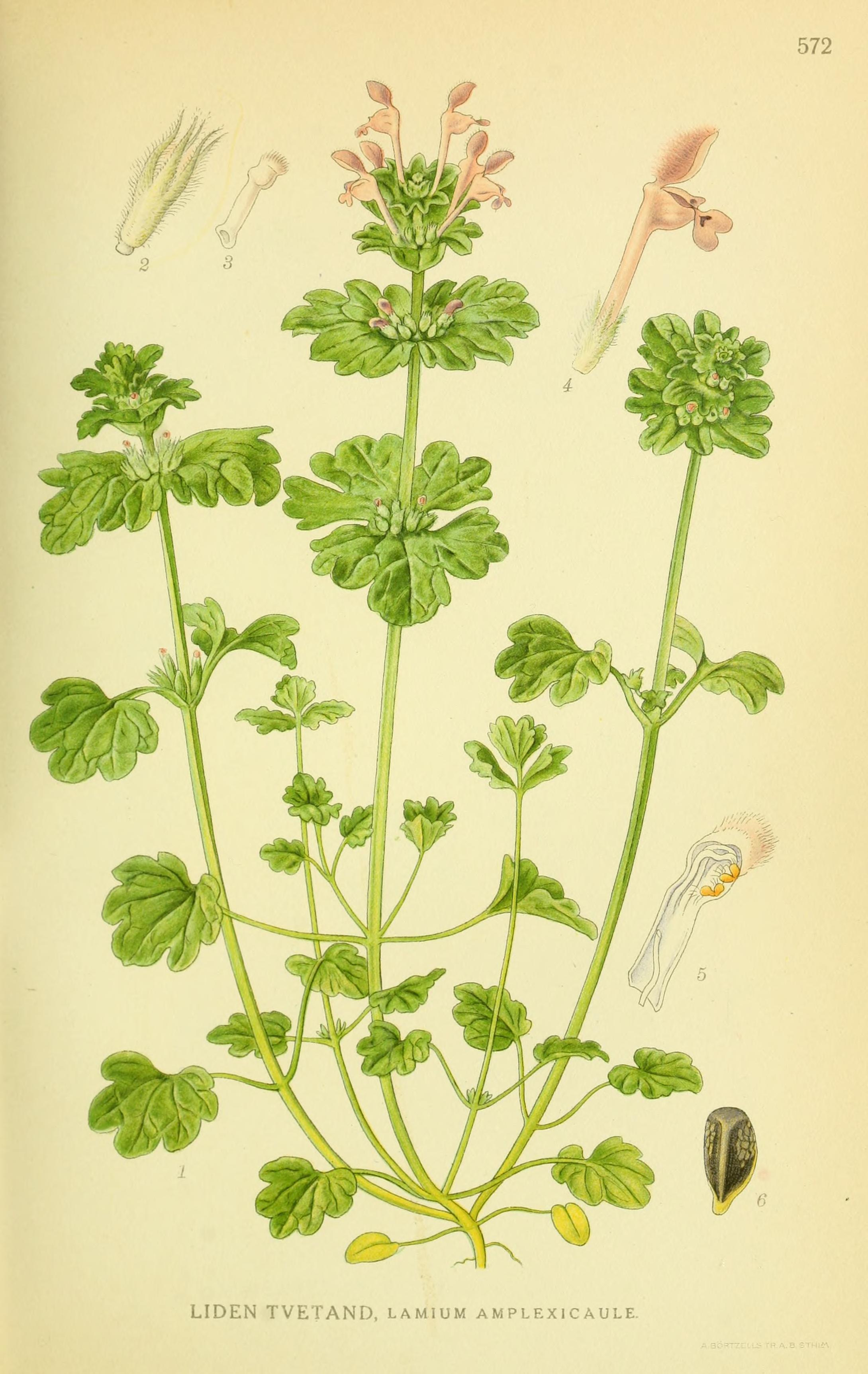
Illustration aus Billeder af Nordens Flora, 1917

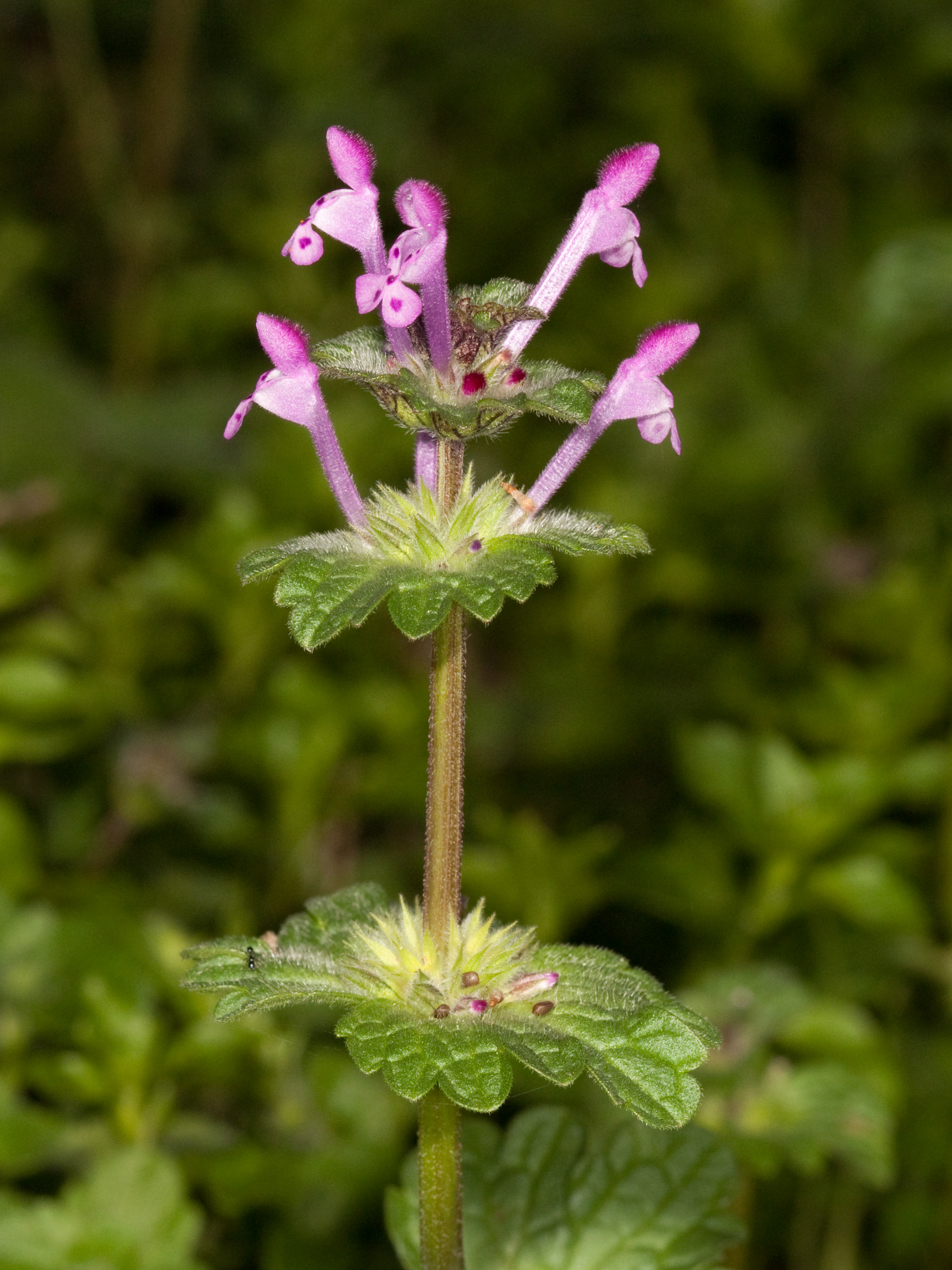
Blütenstand

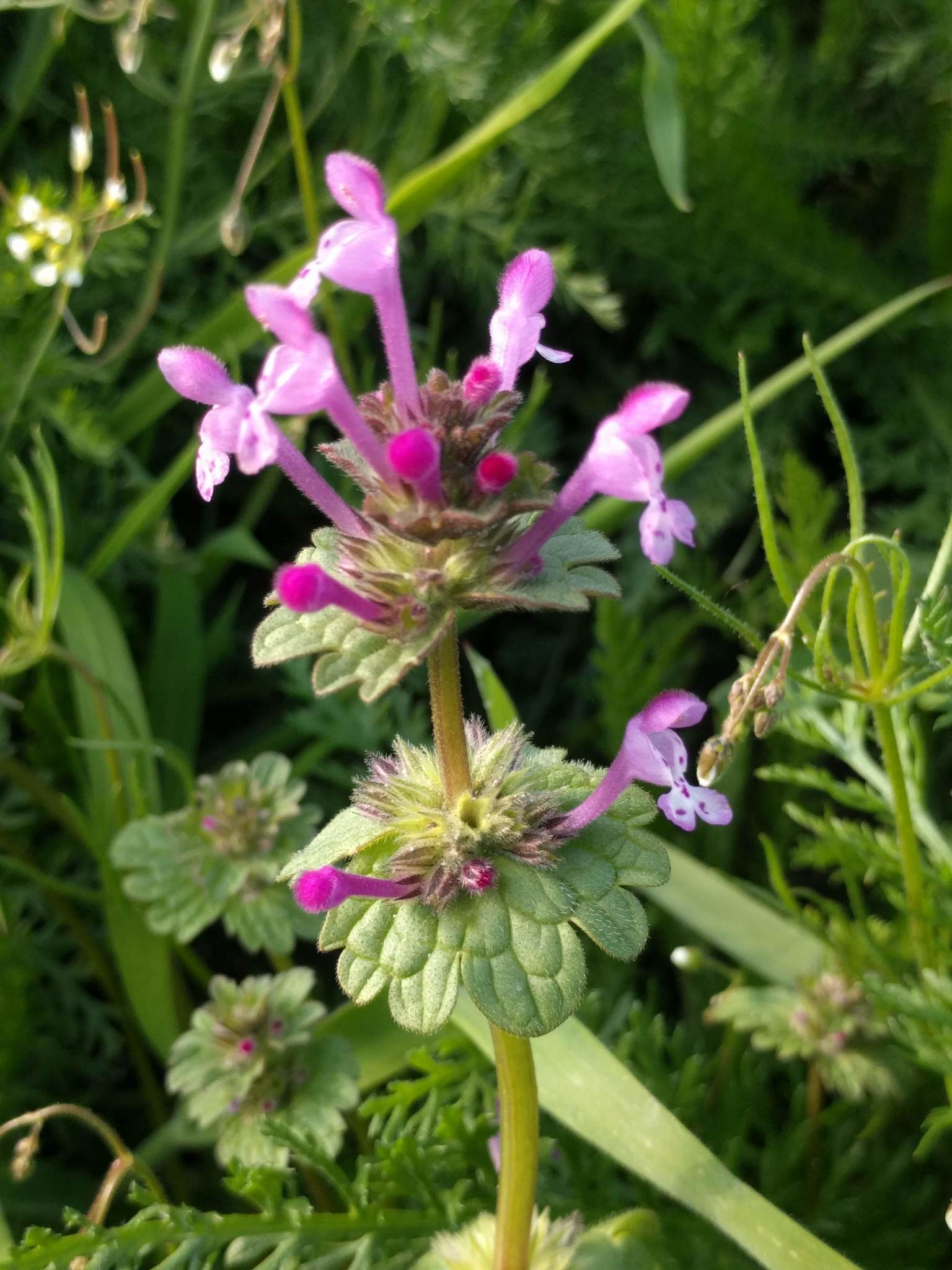
Blütenstand

### Vegetative Merkmale
Die Stängelumfassende Taubnessel ist eine einjährige krautige Pflanze, die Wuchshöhen von meist 10 bis 25 (2 bis 30) Zentimetern erreicht. Sie wurzelt bis 20 Zentimeter tief. Von einem verzweigten Grund steigen in der Regel mehrere Stängel auf. Die Stängel sind im unteren Teil meist kahl und oberwärts mehr oder weniger dicht flaumig behaart. Die Internodien sind meist viel länger als die Laubblätter.
Die Laubblätter sind gegenständig am Stängel angeordnet. Die Stängelblätter sind 0,5 bis 5 Zentimeter lang gestielt, während die Hochblätter stängelumfassend sitzend sind. Die Stängelblätter haben eine mit einem Durchmesser von 1 bis 2 Zentimetern kreisrunde Blattspreite und einen Rand mit jederseits zwei bis vier groben Zähnen.

### Generative Merkmale
Die Stängelumfassende Taubnessel zeichnet sich unter den Taubnesseln durch die halbstängelumfassenden, breiten Tragblätter aus, die im oberen, blütentragenden Teil des Stängels sitzen. Die Tragblätter sind 1 bis 2 Zentimeter lang, aber bis zu 3 Zentimeter breit und tiefer und unregelmäßiger eingeschnitten als die anderen Stängelblätter. Viele Blüten sitzen voneinander entfernt in dichten, kopfartigen, 10 bis 15 Millimeter breiten Scheinquirlen.
Die zwittrige Blüte ist zygomorph und fünfzählig mit doppelter Blütenhülle. Ihr Kelch ist röhrig, 5 bis 7 Millimeter lang und dicht wollig behaart. Bei den Blüten, die sich öffnen, sind Blütenkronen fleischrosafarben und haben eine gerade, weit vorragende, 8 bis 11 Millimeter lange Kronröhre ohne Haarring innen. Die Oberlippe ist 2 bis 3 Millimeter lang, gewölbt, ganzrandig, und dicht purpurfarben behaart. Die Unterlippe besitzt zwei kleine zugespitzte Seitenlappen und einen größeren, stielartig abgesetzten, ausgerandeten Mittellappen. Die Staubbeutel sind dicht behaart und bilden gelbe Pollenkörner.
Die Nüsschen sind bis zu 3 Millimeter lang mit weißlichen, meist deutlich vorragenden Höckern und einem kleinen Elaiosom.
Die Chromosomenzahl beträgt 2n = 18.

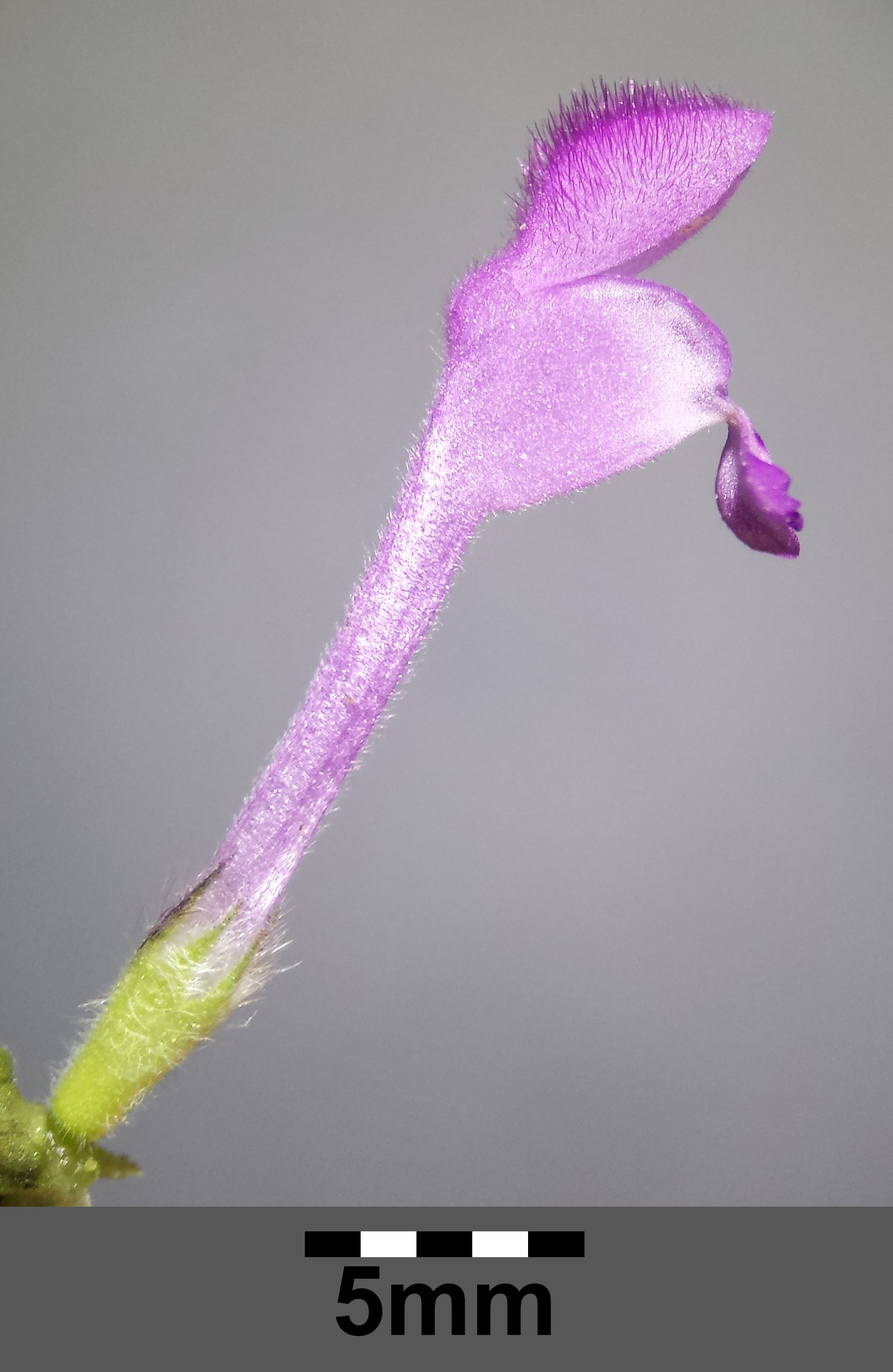
Geöffnete, chasmogame Blüte

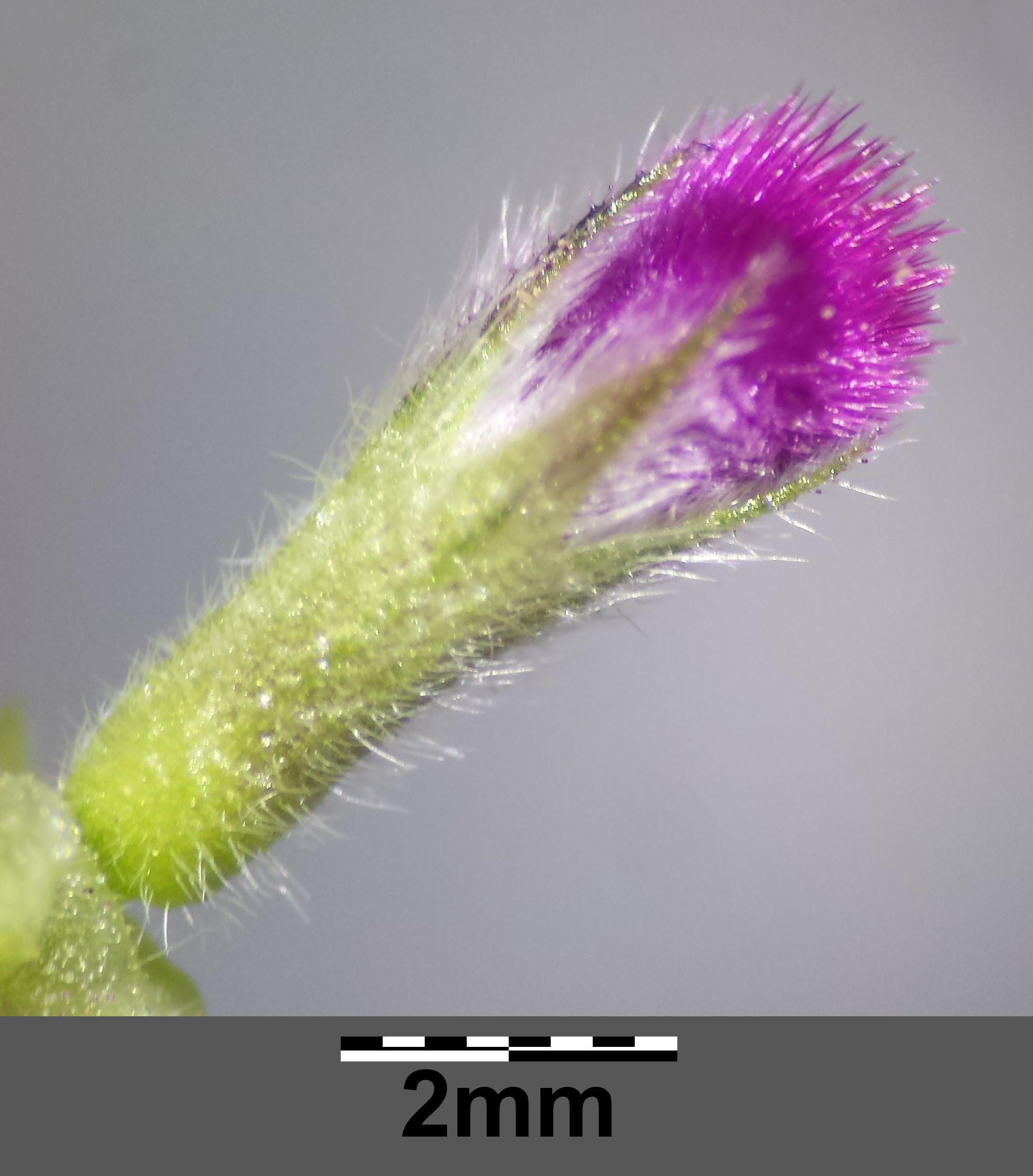
Blütenknospe bzw. kleistogame Blüte

## Ökologie und Phänologie
Bei den geöffneten Blüten findet überwiegend Selbstbestäubung statt. Neben diesen normalen Blüten werden bei schlechtem Wetter auch kleinere, geschlossen bleibende, im Kelch verborgene Blüten gebildet; diese öffnen sich nicht und befruchten sich selbst (Kleistogamie); sie bilden einen hohen Fruchtansatz.
Die Ausbreitung der Klausen erfolgt durch kleinere Ameisen-Arten (Lasius niger, Tetramorium caespitum, Messor barbarus), die sie auf dem Boden auflesen oder direkt aus den Fruchtkelchen herausholen. Die größeren Waldameisen-Arten scheinen die Nüsschen in der Regel zu verschmähen.
Die Hauptblütezeit reicht von März bis Mai (in Hochlagen bis August) sowie im Herbst von September bis Oktober. Bei frostfreier Witterung blüht die Stängelumfassende Taubnessel auch im Winter.

## Vorkommen
Das ursprüngliche Verbreitungsgebiet umfasst ganz Eurasien und das nördliche Afrika. Durch den Menschen wurde sie auch in Nordamerika eingeschleppt. Sie ist dort wie auch in Südamerika und in Neuseeland ein Neophyt.
Die Stängelumfassende Taubnessel wächst als „Unkraut“ an lehmigen, oft auf stickstoffreichen Standorten wie Ackerrändern, Gärten, Weinbergen oder Ruderalstellen. Sie ist in Mitteleuropa eine Charakterart der Ordnung Polygono-Chenopodietalia. Sie gedeiht in Mitteleuropa auf sommerwarmen, mäßig frischen, nährstoffreichen, vorzugsweise kalkarmen, neutralen, oft humusarmen, leichten, lockeren, sandigen Lehmböden oder bindigen Sandböden. Sie steigt im Engadin bis auf Höhenlagen von 1860 Meter, im Kanton Wallis am Großen St. Bernhard bis 2460 Meter und am Schwarzsee bei Zermatt bis etwa 2550 Meter auf.
Die ökologischen Zeigerwerte nach Landolt et al. 2010 sind in der Schweiz: Feuchtezahl F = 2+ (frisch), Lichtzahl L = 4 (hell), Reaktionszahl R = 3 (schwach sauer bis neutral), Temperaturzahl T = 4 (kollin), Nährstoffzahl N = 4 (nährstoffreich), Kontinentalitätszahl K = 4 (subkontinental).

## Systematik
Die Erstveröffentlichung von Lamium amplexicaule erfolgte 1753 durch Carl von Linné in Species Plantarum, Tomus I, Seite 579.
Je nach Autor gibt es Unterarten und Varietäten (Stand 2003):
- Lamium amplexicaule var. aleppicum (Boiss. & Hausskn.) Bornm. (Syn.: Lamium aleppicum Boiss. & Hausskn.): Sie kommt von der südöstlichen Türkei bis zum Iran vor.[4]
- Lamium amplexicaule L. subsp. amplexicaule: Sie kommt in den gemäßigten Gebieten Eurasiens und von Makaronesien bis Äthiopien vor.[4]
- Lamium amplexicaule var. bornmuelleri Mennema: Sie kommt im Irak, in der Türkei, im Iran im Gebiet von Syrien und Libanon vor.[4]
- Lamium amplexicaule var. incisum Boiss.: Sie kommt von Griechenland bis zum nordwestlichen Iran vor.[4]
- Lamium amplexicaule subsp. mauritanicum (Gand. ex Batt.) Maire (Syn.: Lamium mauritanicum Gand. ex Batt.): Sie kommt in Marokko und in Algerien vor.[4]
- Lamium amplexicaule var. orientale (Pacz.) Mennema: Sie kommt von der östlichen Ukraine bis zum südlichen bis südlich-zentralen europäischen Russland vor.[4]

## Weiterführende Literatur
- Xi-wen Li, Ian C. Hedge: Lamium. In: Wu Zheng-yi, Peter H. Raven (Hrsg.): Flora of China. Volume 17: Verbenaceae through Solanaceae. Science Press / Missouri Botanical Garden Press, Beijing / St. Louis 1994, ISBN 0-915279-24-X, S. 157 (englisch)., Lamium amplexicaule - textgleich online wie gedrucktes Werk.
- Dietmar Brandes: Urban flora of Sousse (Tunisia). Braunschweig, 2001, online.